# Rodney Crowell
Rodney Crowell (7 de agosto de 1950) es un músico y productor discográfico estadounidense, reconocido por sus aportes a la música country. Ha logrado posicionar cinco sencillos en el número 1 de las listas de country, todos de su álbum de 1988 Diamonds & Dirt. También ha compuesto canciones y ha producido álbumes para otros artistas y bandas.
Ha ganado dos Premios Grammy en su carrera, uno en 1990 por la canción "After All This Time" y el otro en el 2014 por su álbum Old Yellow Moon.

## Discografía
- 1978 - Ain't Living Long Like This
- 1980 - But What Will the Neighbors Think
- 1981 - Rodney Crowell
- 1986 - Street Language
- 1988 - Diamonds & Dirt
- 1989 - Keys to the Highway
- 1992 - Life Is Messy
- 1994 - Let the Picture Paint Itself
- 1995 - Jewel of the South
- 2001 - The Houston Kid
- 2003 - Fate's Right Hand
- 2005 - The Outsider
- 2008 - Sex and Gasoline
- 2012 - Kin: Songs by Mary Karr & Rodney Crowell
- 2013 - Old Yellow Moon (con Emmylou Harris)
- 2014 - Tarpaper Sky